# Infraestrutura (economia)

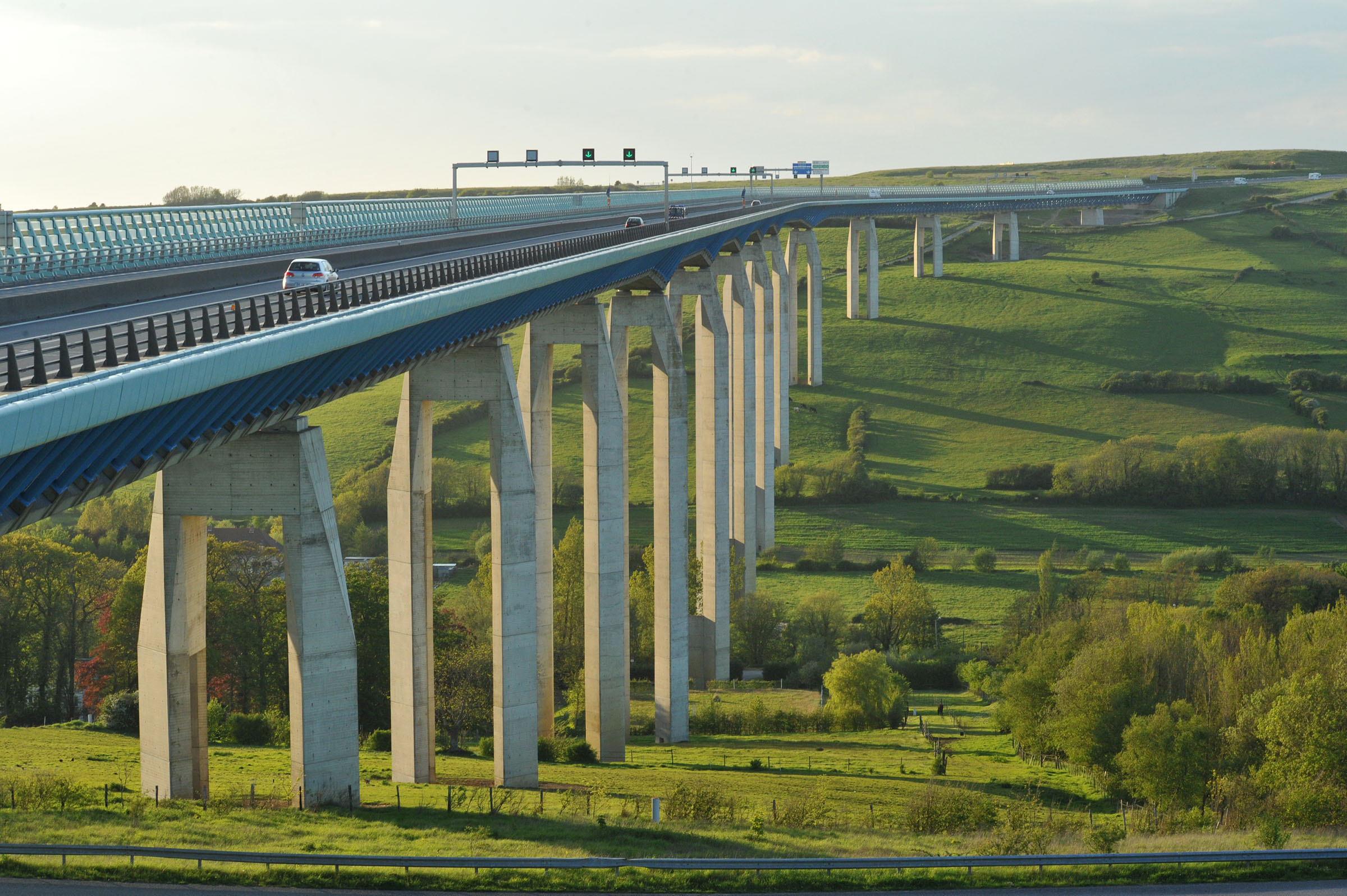
Uma ponte na França.

Infraestrutura (pré-AO 1990: infra-estrutura), para a economia, é todo aparato de condições que permite que haja a produção de bens e serviços, bem como o seu fluxo entre vendedor e comprador, tais como as comunicações, os transportes (vias, veículos, tráfego, etc.), a eletricidade e combustíveis (produção, distribuição, manutenção de rede, etc.), o saneamento básico (fornecimento de água potável, rede de esgotos etc.), entre outros.

## Características
Dentre as suas principais características, a infraestrutura apresenta: pouca mobilidade de capital fixo; seus custos são altos e irreversíveis; possui uma grande relação capital-produto; e um consumo bastante disperso. Via de regra, são oferecidos por entes estatais ou concessionárias privadas.
É, em alguns tratados, também chamada de "capital social fixo".
O tema, ultimamente, vem sendo abordado a partir da redução dos investimentos no setor, ocorrida nas décadas de 1980 e 1990 por parte do Estado em vários países, em razão da mudança de seu papel na economia (ver, neste sentido, neoliberalismo), motivos fiscais e a transferência desses serviços para a iniciativa privada.